# Viktoria Li
Viktoria Li est une actrice française.

## Biographie
Viktoria Li a suivi les cours de l'école d'acteurs Acting International.

## Filmographie

### Cinéma
- 2006 : Célibataires de Jean-Michel Verner : secrétaire du dentiste
- 2007 : Nos amis les Terriens de Bernard Werber : Charlotte
- 2010 : Elle s'appelait Sarah de Gilles Paquet-Brenner : infirmière clinique

### Télévision
- 2005 : Les Mariages d'Agathe de Stéphane Kappes (série TV sur M6), épisode 2 : Tatiana
- 2006 : Alice Nevers, le juge est une femme (série TV saison 5 - épisode 4) : Cas de conscience (Eve Gayard) - réalisation : Éric Summer
- 2007 : Les Bleus : Premiers pas dans la police de Patrick Poubel (série TV sur M6), Saison 1, épisode 11 : Patricia
- 2008 : Plus belle la vie (feuilleton TV sur France 3) : Jin Kan